# Eugenia hexovulata
Espèce
Statut de conservation UICN

 VU D2 : Vulnérable
Eugenia hexovulata est une espèce de plantes à fleurs de la famille des Myrtaceae. C'est un arbre trouvé dans le nord du Pérou. Il pousse en milieu tropical humide.

## Publication originale
- Fieldiana, Botany 29(3): 210. 1956.